# Аакре
А́акре (эст. Aakre) — деревня в волости Элва уезда Тартумаа, Эстония. 
До административной реформы местных самоуправлений Эстонии 2017 года входила в состав волости Пука уезда Валгамаа.

## География и описание
Расположена в среднем течении реки Пуртсе, в 17 км к юго-западу от волостного центра — города Элва, и в 40 км к юго-западу от уездного центра — города Тарту. Высота над уровнем моря — 75 метров.
Климат умеренный. Официальный язык — эстонский. Почтовый индекс — 67212.

## Население
По данным переписи населения 2021 года, в Аакре насчитывалось 280 жителей, из них 274 (97,9 %) — эстонцы.
По данным переписи населения 2011 года, в деревне проживали 289 человек, из них 282 (97,6 %) — эстонцы.
Численность населения деревни Аакре по данным переписей населения:
| Год  | 1979 | 1989  | 2000  | 2011  | 2021  |
| ---- | ---- | ----- | ----- | ----- | ----- |
| Чел. | 275  | ↗ 323 | ↘ 304 | → 289 | ↘ 280 |

## История
В письменных источниках 1557 года упоминается Aicker (мыза), 1582 года — Aiakar (малая мыза), Aiakiell (деревня), 1782 года — Ajakarre mois (мыза).
В начале 1920-х годов, в результате земельной реформы, земли рыцарской мызы Аякар (нем. Ayakar, Аакре, эст. Aakre mõis) были поделены между отдельными домохозяйствами и образовалось поселение. После Второй мировой войны поселение было разделено на более мелкие деревни, при этом центр мыза Аякар (Аакре) оказался в деревне Кивирехе (эст. Kivirehe).

Советский памятник на братской могиле павших во II мировой войне в Аакре, 2020 год. Ликвидирован в 2022 году

В 1977 году, в период кампании по укрупнению деревень, Аакре была образована из следующих деревень: Канакюла (эст. Kanaküla), Кивирехе, Мату (эст. Matu), Туузе (эст. Tuuse), Унди (эст. Undi; в 1839 году упоминается скотоводческая мыза Унди, также известная как Карлсберг (нем. Carlsberg)), Веэре (эст. Veere), Вяльяотса (эст. Väljaotsa) и Эгли (эст. Egli). Большинство объединённых небольших деревень были названы в честь своих хуторов.
В советское время в деревне работал колхоз «Аакре». В 1978 году его общий земельный фонд составлял 4,9 тыс. га, в том числе сельскохозяйственные угодья (без приусадебных участков) — 2,9 тыс. га, из них обрабатываемых земель 2,4 тыс. га; средняя численность работников в 1978 году — 207 чел.
В 1950 году на расположенной на территории деревни братской могиле советских воинов, павших во Второй мировой войне (исторический памятник с 1997 до 2023 года) был установлен памятник с надписью «Бойцам Советской армии, павшим при освобождении Аакре 1944 VIII». В протоколе от 30 ноября 2022 года рабочая группа по советским памятникам (РГСП) при Госканцелярии Эстонии признала этот памятник «красным монументом», т. е. подлежащим демонтажу с переносом останков на кладбище, при этом памятник был демонтирован ещё до даты публикации протокола РГСП. В ходе раскопок 10 ноября 2022 года были найдены останки 4 человек (согласно советским данным в братской могиле были захоронены 47 человек), они перезахоронены на кладбище посёлка Рынгу (см. Список советских военных памятников Эстонии).

## Инфраструктура
В Аакре работают библиотека и народный дом; есть волейбольная площадка. До 2022 года в деревне, в бывшем главном здании мызы, работала начальная школа-детсад. Крупнейший работодатель деревни — мебельная фирма «OÜ Kiilung» (32 работника по состоянию на 30 сентября 2023 года).